# Kollasmosoma sentum
Kollasmosoma sentum (лат.) — вид наездников из семейства Braconidae, паразитирующий на муравьях-бегунках Cataglyphis ibericus. Испания (Мадрид, Carretera de La Coruña; Гранада, Орхива). Учёные из Международного института исследования видов Аризонского университета признали его открытие одним из 10 самых интересных видов живых организмов, описанных в 2011 году.

## Ареал
Kollasmosoma sentum — палеарктический вид. Первый самец K. sentum был обнаружен в Орхиве в провинции Гранада в Испании. Голотип самки был обнаружен позже, в августе 2010 года, в Мадриде, на территории Национального института исследований и технологий аграрной и пищевой промышленности, после чего в сентябре 2010 года были собраны еще семь самок.

## Описание
Длина тела 1,8—2,1 мм, переднего крыла — 1,1—1,4 мм. Усики самок 12-члениковые. Цвет тела в основном чёрный; клипес, лицо, лабрум, щупики, проплеврон, тегулы, основания крыльев, передние и средние ноги — беловатые; скапус и педицеллюс усика, задние ноги цвета слоновой кости; бока пронотума с буроватыми пятнами; жилки крыльев коричневые; остальные части усиков, боковые части метасомы, парастигма и птеростигма тёмно-коричневые. Паразитический наездник Kollasmosoma sentum связан с бегунком Cataglyphis ibericus (Emery, 1906), которого атакует сзади, осуществляя яйцекладку в брюшко муравья. Всё время от скоростного пикирования до откладывания яйца занимает всего 1/20 секунды.
Вид Kollasmosoma sentum отнесён к роду Kollasmosoma van Achterberg & Argaman, 1993 из трибы браконид Neoneurini. Виды рода Kollasmosoma связаны с муравьями рода Cataglyphis Foerster, 1850. Вид Kollasmosoma platamonense (Huddleston, 1976) (восточное Средиземноморье) ассоциирован с пустынным бегунком Cataglyphis bicolor (Fabricius, 1793), а Kollasmosoma marikovskii (Tobias, 1986) (Казахстан) выведен из лугового муравья Formica pratensis.